# Ларрея трёхзубчатая
Ларрея трёхзубчатая, или креозотовый куст (лат. Larrea tridentata), — кустарник, вид рода Ларрея (Larrea) семейства Парнолистниковые (Zygophyllaceae).

## Распространение, описание
Произрастает в пустынях Мохаве, Сонора и Чиуауа на территории юго-западных штатов США и северных штатов Мексики. Близкородственный вид Larrea divaricata встречается в южном полушарии.
Ларрея трёхзубчатая обладает чрезвычайно глубокой корневой системой, достигающей глубины 100 м. Высота растения составляет 1—3 м.
В центре пустыни Мохаве произрастает «King Clone» — клональная колония растений возрастом около 11 700 лет.